# MDK (videogioco)
MDK è uno sparatutto in terza persona, sviluppato dalla Shiny Entertainment nel 1997 per PlayStation e PC. Uno dei primi giochi a gestire un ambiente tridimensionale molto vasto (senza ausilio di GPU) senza pause di caricamento durante il gioco (avvertibili soltanto durante il passaggio da un'area ad un'altra attraverso lunghi tunnel vuoti). La musica del gioco è stata composta da Tommy Tallarico. Ha avuto un seguito, intitolato MDK2, sviluppato nel 2000 dalla Bioware.

## Sinossi
Quando una razza aliena invade la Terra, il dottor Hawkins, un temerario scienziato, aiutato dal suo fido cane robotico Max, confeziona una tuta speciale per Kurt Hectic e lo spedisce in picchiata sulla Terra nel tentativo di liberarla dalla viscida minaccia. La tuta è in grado di funzionare da paracadute facendo planare delicatamente Kurt, ed è corredata di un mitragliatore che all'occorrenza può essere agganciato al casco, diventando così un fucile di precisione da cecchino.

## Modalità di gioco
Il gioco è il classico sparatutto in terza persona, con una visuale da dietro le spalle sulla falsariga di Tomb Raider, basato più sull'azione e sulla componente sparatutto che sulla soluzione di puzzle. Proprio per questo Kurt ha una serie notevole di armi utilizzabili che vanno dalla mitragliatrice al fucile da cecchino, passando per le granate e le "bombe nucleari più piccole del mondo" (come vengono definite nel gioco).
La maggior parte dei puzzle sono risolvibili attraverso la modalità cecchino. Ad esempio per aprire alcune porte è necessario sparare ad alcuni bersagli, e così via. L'azione invece viene portata avanti da combattimenti estenuanti con decine e decine di nemici alla volta in enormi arene che scatenano tutti insieme il loro fuoco sul protagonista.
La struttura di alcuni livelli ricorda molto opere surrealiste. I piani coloratissimi sospesi a mezz'aria e le camere costituite da geometrie sbilenche aggiungono una particolare atmosfera straniante che accompagna il giocatore per tutta l'avventura. All'inizio di ogni livello c'è una piccola introduzione animata, dopodiché Kurt viene lanciato verso la Terra dall'astronave sospesa nell'atmosfera. Durante la caduta libera il giocatore è chiamato a schivare missili e raccogliere power-up.

## Sviluppo
Il gioco usa un motore grafico basato esclusivamente sul software, che non si appoggia quindi alla forza dei vari hardware di accelerazione 3D o trucchetti come la "nebbia" o il clipping per mantenere una certa fluidità anche in ambienti ampi e sovraffollati. Comunque, in seguito furono pubblicate patch per il supporto di varie API (D3D, Glide, Redline e PowerSGL) per l'accelerazione hardware. Al tempo, la fluidità dei movimenti di Kurt, il protagonista, e la velocità di gioco impressionò il pubblico e la critica. I movimenti in particolare vennero generati fondendo il motion capture con l'utilizzo di animazione basata su sprite per il protagonista (i nemici, invece, sono realizzati con grafica poligonale). Particolarmente innovativo fu poi l'utilizzo della funzione sniper o cecchino, uno zoom capace di attraversare un'intera area di gioco senza rallentamenti.

## Significato di MDK
Il significato della sigla MDK non viene spiegato all'interno del gioco, ma la pubblicità lo presentò come Murder Death Kill, parole che designano il crimine di omicidio. Nelle varie interviste, i programmatori hanno dato tutti una propria interpretazione, senza fornire maggiori dettagli sul reale significato. Un file di testo presente nella directory d'installazione del gioco riportava all'interno la frase Mother's Day Kiss, ovvero il bacio del giorno della festa della mamma; ma le 3 lettere possono indicare Max Dottor Hawkins  Kurt, ovvero le iniziali dei protagonisti. Nel manuale di gioco viene riportato il nome di Mission: Deliver Kindness, in italiano: Missione: consegna gentilezza